# 中美共同防禦條約
《中美共同防禦條約》（英語：Sino-American Mutual Defense Treaty），正式名稱是《中華民國與美利堅合眾國間共同防禦條約》（Mutual Defense Treaty between the United States of America and the Republic of China），又稱《中美互防條約》，中華人民共和國政府方面称之为“美蒋共同防御条约”、“美台共同防御条约”，是1954年12月2日，中華民國外交部長葉公超與美國國務卿杜勒斯於美國華府國務院簽訂的國際條約，1955年3月3日，葉、杜二人代表雙方於臺北中山堂完成換約，正式生效。該條約以軍事為基礎，包含政治、經濟、社會等合作條約。根據條約第十條規定，該條約無限期有效，但若一國向對方提出終止通告，則該條約會在該通告發出時刻的整1年後失效。1979年1月1日，美國與中華人民共和國建交時發布聲明時，依第十條規定，美國國務院正式通知中華民國，《中美共同防禦條約》將於台灣時間1980年1月1日終止:398。隨後，美國國會通過《台灣關係法》取代，並且沿用《中美共同防禦條約》的部份內容。

## 時代背景

《中美共同防禦條約》簽署，1950年美方即於台灣成立美軍協防台灣司令部，圖為該司令部之隊徽

1949年，中國共產黨取得大陸政權後，自1950年后入朝投入韓戰，並以軍事及政經力量支援北越赤化越南。美國無法獨力遏止國際共產主義勢力蔓延亞洲，東南亞各國驚恐會發生像美國總統艾森豪所提出的「骨牌效應」，一個個变為共產國家。於是，美國出面說服英國和法國，號召與東南亞具有利害關係的「自由世界國家」，共同研議組織一個類似歐洲「北大西洋公約組織」的集體安全保障機構。
不過，就在東南亞公約組織（SEATO）倡議階段，中華民國政府在積極爭取加入時，中華人民共和國政府以各種方式企圖阻撓。先是從1954年5月到8月間，中国人民解放軍和中華民國國軍在浙江沿海頻頻發生軍事衝突；8月11日，中華人民共和國總理周恩來發言要「解放台灣」；8月22日，中國人民政治協商會議及各黨、各人民團體也發表《解放台灣共同宣言》；9月3日，解放軍對金門、馬祖進行大規模砲擊。到了9月6日，東南亞公約組織會議在菲律宾首都馬尼拉正式召開時，中华人民共和国此类「文攻武嚇」策略已產生一定效果。
在東南亞公約組織會議上，英國、法國、菲律賓和巴基斯坦等國都表示反對中華民國加入公約組織，美國國務卿杜勒斯只能放棄將中華民國編入條約適用範圍。9月8日，《東南亞公約組織條約》簽訂，美國政府和中華民國政府只能選擇締結軍事同盟條約。

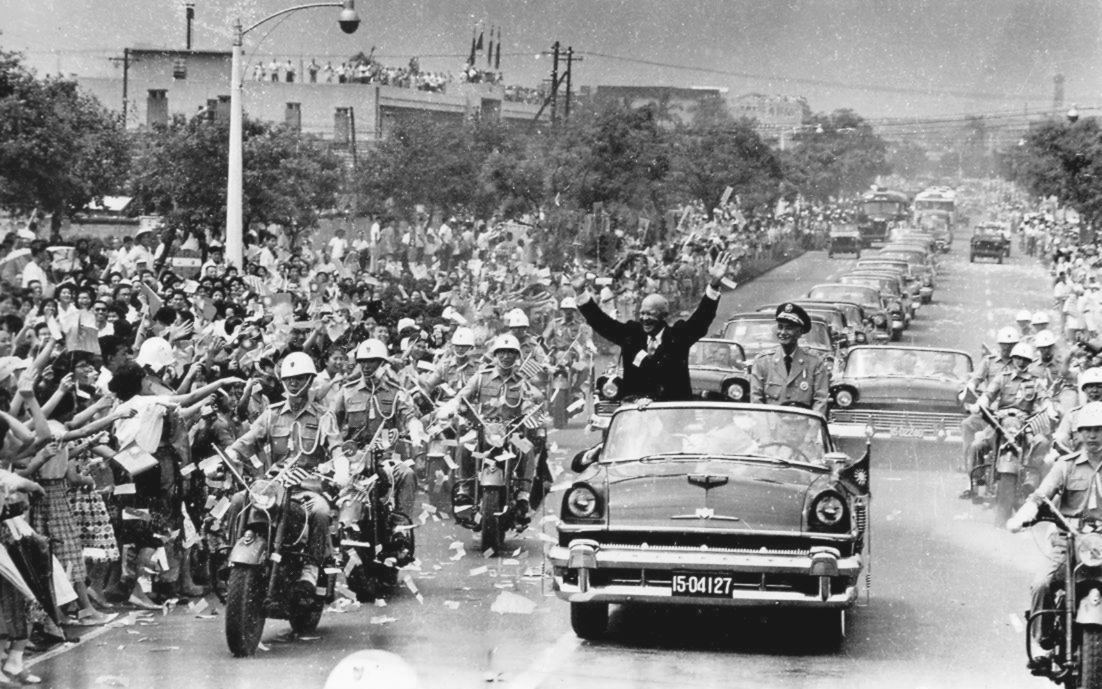
美國總統艾森豪於1960年6月18日訪問臺北時，與中華民國時任總統蔣中正搭敞篷車前往圓山行館途中接受熱情群眾夾道歡迎。蔣中正夫婦至臺北松山機場迎接艾森豪總統並於傍晚在總統府前廣場對群眾發表演說。兩位領導人共同發表聯合公報，穩固邦誼，譴責中华人民共和国政府對金門隔日砲擊之舉，也依《中美共同防禦條約》「共同抵禦中共在本地區之挑釁」。艾森豪與蔣中正在第二次世界大戰中分別擔任歐洲及中國戰區的盟軍統帥。

1954年10月12日，美國東亞助理國務卿羅伯遜飛抵台灣，開始與中華民國政府交涉條約簽訂問題，但因中華民國政府主張條約範圍應包括全中國大陸在內，美國政府的認知卻只有台灣島及澎湖列岛，雙方各執己見，最後羅伯遜同意，條約也適用經共同協議所決定之其他領土，才化解爭執:338。11月，台美商談共同防禦條約:79。12月1日達成協議共識，並先發表如下共同聲明：

一、美國與國府完成了為締結共同安全保障條約的交涉。該條約將與美國在太平洋地區所締結的其他安全保障條約同樣形式。該條約將承認條約國雙方對於台灣、澎湖島及美國管理下的西太平洋諸島安全保障是利害一致的。並且，關於在條約國雙方管理下的土地、協訂在這條約中，將留下把其包括在內的餘地。同時，該條約是準備對付所包含地區的安全保障受到武力攻擊的威脅。若發生這種攻擊或威脅之際，決定對此將隨時商討。
二、該條約必與美國在太平洋地區的其他諸國業已締結的種種集團防衛條約所形成的集團安全保障機構結合，並給予強化的作用。同時，這些協定將形成把西太平洋地區對共產主義侵略防衛所不可欠缺的堡壘。華府與台北之間的這條約，與其他條約同樣，本質上是在防衛。並且，雙方再確認由此條約將為聯合國憲章的目的及其原則有所貢獻。

當時正值冷戰時期，美國為圍堵共產勢力，在韓戰期間即與東亞國家締結多邊或雙邊聯防協定；待韓戰一結束，中华人民共和国政府即可集中力量對付台灣，造成1954年至1955年台海情勢緊張，加速中華民國與美國雙方簽訂防禦條約。

美國當時態度明確，杜勒斯在簽約前一天召開記者會，宣示该條約的意義如下：

1. 向各國宣示：明白表示中华民国在國際外交的地位，並明白表示台澎絕沒有置於任何國際解決討價還價的櫃檯上。因為沒有條約根據，已使當時若干人士誤認為美國可能會以台澎交換中共的讓步，此項條約顯示美國將不在任何國際密議中用台灣作買賣。
2. 向中共政府宣示：驅散中共對美國協防臺灣的認真保證所存的可能懷疑，除中共亦有許國際人士心存懷疑，如此宣示將明確消弭之。
3. 向中华民国政府宣示：調整中美兩政府間的軍事安排。原本第七艦隊的安排是根據與韓戰有關的總統命令。這項命令日後可能隨時撤消，但中美防禦條約可使共同軍事安排安置於長期正式的條約基礎上。

## 台灣主權問題
美國參議院外交委員會呼籲參議院院會批准《中美共同防禦條約》時，將「台灣的法律地位」之文件列入提案理由：「就這個問題與杜勒斯國務卿徹底檢討的結果，委員會斷定該條約不是個足以解決台灣主權不明確性的文件。委員會同意附加如下之聲明於院會的報告中：『就參議院所理解的，該條約不應該解釋為，使第六條所言及之領域的法律地位或主權給予修正。』換言之，就美國而言，我們所理解的，無論第六條所言及的領域，也就是台灣與澎湖群島的法律地位是如何，都不因該條約的締結，而成為某種形式的解決。」

## 各界反應

### 中華人民共和國
- 中華人民共和國政府坚决反对。1954年12月8日，時任總理兼外交部長周恩来發表嚴正聲明說，「台湾是中国领土，“解放台湾”是中国的主权和内政，决不允许他国干涉；美台“共同防御条约”是非法的、无效的，是一个出卖中国领土和主权的条约，每一寸領土絕不能分割。美国应对此承担一切后果；美台条约是一个“侵略性”的战争条约而非防御性的，不仅造成远东地区新的紧张局势，而且“违背了联合国宪章”。」
- 1955年1月，解放軍開始砲擊和轟炸浙江沿海仍由國軍駐軍的一江山岛、大陳島等島嶼，到了1月18日攻下一江山岛。1月24日，周恩來提出：「美國必須停止對中國內政的干涉，美國的一切武裝力量必須從台灣及台灣海峽撤走。」
- 1958年8月23日，解放軍發動「八二三砲戰」（或稱之為臺海戰役）。近年之研究指出，臺海戰役並未採取佔領金門等行動原因之一，即在於測試共同防禦條約的美軍底線。而美軍亦相當克制，除提供大型火砲以及響尾蛇飛彈等等裝備外，協助運補金門的美國海軍並未直接進入料羅灣甚至參戰，解放軍火力也極力避免直接轟擊美國軍艦。

### 美國
- 1955年1月24日（美國時間），總統艾森豪向美國國會提出「特別諮文」，要求授權給總統於其認為必要時，「得使用美國武裝部隊專事確保台灣與澎湖列島」，即所謂「台灣決議案」，但仍未將金門、馬祖，以及其他仍在國軍控制中的大陸沿海島嶼包括在內。於是，到了2月5日，艾森豪下令美軍第七艦隊協助國軍撤退大陳島守軍及居民。
- 1955年2月9日，參議院正式通過《中美共同防禦條約》。

## 長期影響

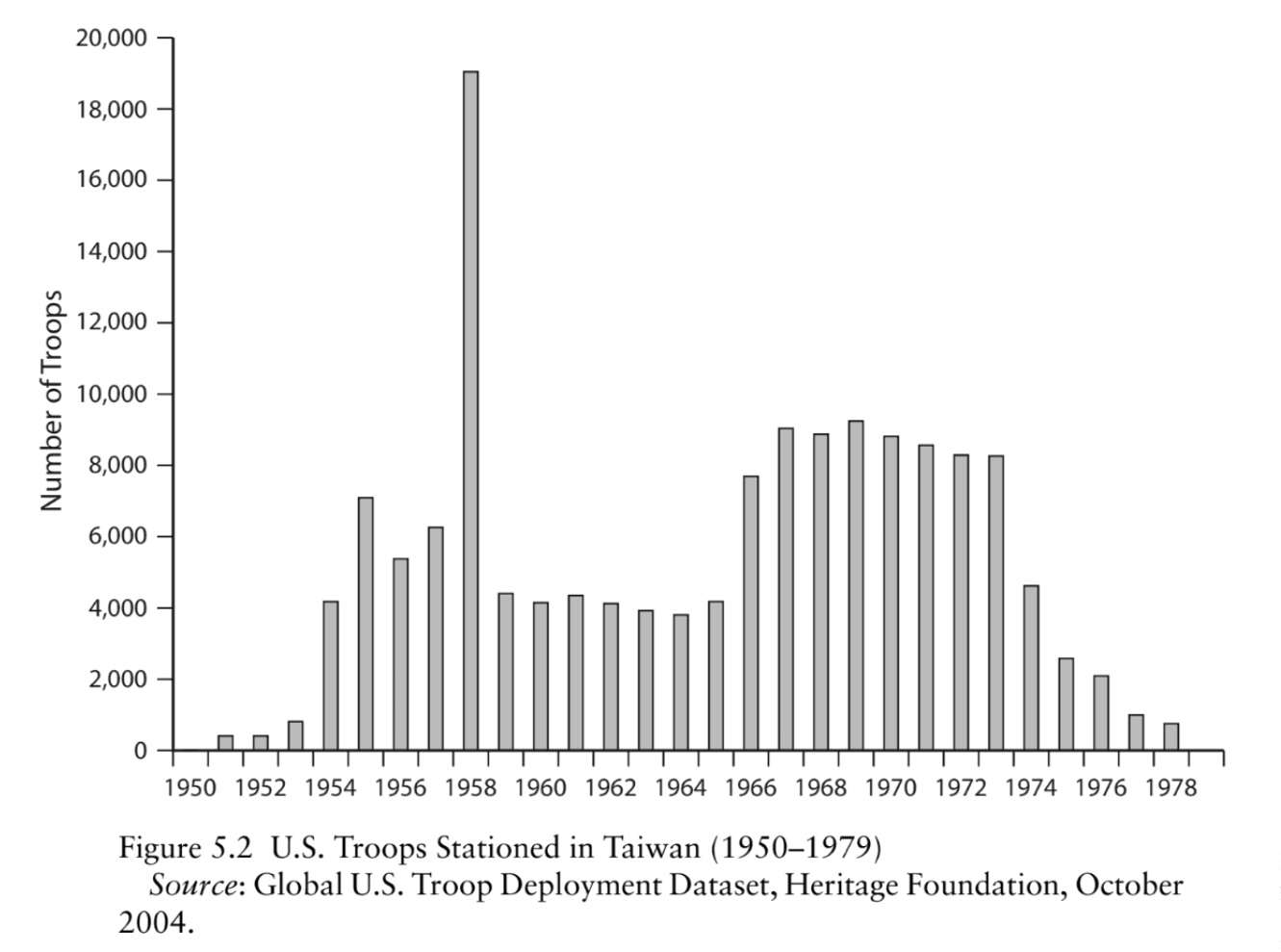
駐台美軍人數列表（1950年-1979年）

本條約維持24年，是艾森豪威尔政府在中華民國與美利堅合眾國關係中最大遺產，影響如下：
1. 韓戰結束，蔣一度認為韓戰會引起第三次世界大戰，在美國與蘇俄交戰下可趁機反攻中國大陸。1958年，蔣說他只向美軍協防臺灣司令部協防司令史慕德中將抱怨美國「『殘忍』與『太不平等』、『太不人道』」，警告這會讓軍民「對美國增加無窮反感」，並要美國重新考慮。政府發表《中美聯合公報》[註 1]，對外宣稱恢復中國大陸人民之自由主要途徑為實行孫中山的三民主義，但蔣仍繼續積極主持極爲機密的國光計劃。
2. 美蘇關係緩和，美國不支持「反攻大陸」。國軍不斷小規模反攻，敗多勝少。國軍因而被认为錯失三個重大時機（1958年的“大躍進”、1962年的中印邊境戰爭、1966年的“文化大革命”），徹底扼殺了中華民國政府反攻大陸的希望[7]。
3. 本條約利益不限於台美，而擴及整個西太平洋，與《美日安保條約》、《美菲共同防禦條約》略有不同。
4. 本條約基本精神是反共，不僅在武力軍事上協防中華民國，亦防止共產主義滲透台灣。
5. 本條約規定，除自衛外，在台灣的中華民國對中國大陸採取軍事行動須受於美國同意的限制，這點在某種程度上恢復杜魯門中立台灣的政策。[8]
6. 阻止中华人民共和国政府進攻台湾，確立台海兩岸長期分裂分治局面迄今。美軍進駐台灣，建立軍事安全保障台灣發展，使台灣轉危為安。
7. 本條約的性質包含政治、軍事、經濟和社會福利，是多目標條約。

## 相關文件
- 美日安保條約
- 美韓共同防禦條約
- 美菲共同防禦條約
- 北大西洋條約
- 太平洋安全保障條約
- 太平洋集團安全保障構想
- 臺灣關係法
- 臺灣安全加強法

## 相關機構
- 美軍協防台灣司令部（USTDC）
- 美軍顧問團（MAAG）